# Кормак (Ньюфаундленд і Лабрадор)
Кормак (англ. Cormack) — містечко в Канаді, у провінції Ньюфаундленд і Лабрадор.

## Населення
За даними перепису 2016 року, містечко нараховувало 597 осіб, показавши скорочення на 1,3%, порівняно з 2011-м роком. Середня густина населення становила 4,5 осіб/км².
З офіційних мов обидвома одночасно володіли 10 жителів, тільки англійською — 585. Усього 20 осіб вважали рідною мовою не одну з офіційних.
Працездатне населення становило 61,9% усього населення, рівень безробіття — 30% (33,3% серед чоловіків та 26,7% серед жінок). 93,3% осіб були найманими працівниками, а 5% — самозайнятими.
Середній дохід на особу становив $34 373 (медіана $25 920), при цьому для чоловіків — $43 421, а для жінок $24 204 (медіани — $37 760 та $20 587 відповідно).
30,2% мешканців мали закінчену шкільну освіту, не мали закінченої шкільної освіти — 19,8%, 51% мали післяшкільну освіту, з яких 8,2% мали диплом бакалавра, або вищий.
| Статево-вікова структура населення | Статево-вікова структура населення | Статево-вікова структура населення | Статево-вікова структура населення | Статево-вікова структура населення |
| ---------------------------------- | ---------------------------------- | ---------------------------------- | ---------------------------------- | ---------------------------------- |
|                                    |                                    |                                    |                                    |                                    |
| Всього                             | Всього                             | 51,3%48,7%                         |                                    |                                    |
| 0 — 14 років                       | 0 — 14 років                       |                                    | 14,2%                              | 14,2%                              |
| 15 — 64 років                      | 15 — 64 років                      |                                    | 64,2%                              | 64,2%                              |
| 65 і більше                        | 65 і більше                        |                                    | 21,7%                              | 21,7%                              |
| 85 і більше                        | 85 і більше                        |                                    | 0,8%                               | 0,8%                               |
| Середній вік (років)               | Середній вік (років)               | 45,346,2                           | 45,7                               | 45,7                               |
| Медіана (років)                    | Медіана (років)                    | 50,250,6                           | 50,3                               | 50,3                               |
| — чоловіки — жінки                 |                                    |                                    |                                    |                                    |

| Походження мешканців:     | Походження мешканців:     | Походження мешканців: | Походження мешканців: | Походження мешканців: |
| ------------------------- | ------------------------- | --------------------- | --------------------- | --------------------- |
| Походження                |                           |                       | осіб                  | %                     |
| Корінні американці        | Корінні американці        |                       | 130                   | 22.22%                |
| Інше північноамериканське | Інше північноамериканське |                       | 295                   | 50.43%                |
| Європейське               | Європейське               |                       | 360                   | 61.54%                |
| британське                | британське                |                       | 340                   | 58.12%                |
| французьке                | французьке                |                       | 105                   | 17.95%                |
| Азійське                  | Азійське                  |                       | 10                    | 1.71%                 |

| Зайнятість населення за галузями (за класифікацією NOC): | Зайнятість населення за галузями (за класифікацією NOC): | Зайнятість населення за галузями (за класифікацією NOC): | Зайнятість населення за галузями (за класифікацією NOC): | Зайнятість населення за галузями (за класифікацією NOC): |
| -------------------------------------------------------- | -------------------------------------------------------- | -------------------------------------------------------- | -------------------------------------------------------- | -------------------------------------------------------- |
|                                                          |                                                          |                                                          |                                                          |                                                          |
| Управління                                               | Управління                                               |                                                          | 13,6%                                                    | 13,6%                                                    |
| Бізнес, фінанси та адміністрування                       | Бізнес, фінанси та адміністрування                       |                                                          | 3,4%                                                     | 3,4%                                                     |
| Природничі та прикладні науки                            | Природничі та прикладні науки                            |                                                          | 3,4%                                                     | 3,4%                                                     |
| Охорона здоров'я                                         | Охорона здоров'я                                         |                                                          | 3,4%                                                     | 3,4%                                                     |
| Освіта, правозахист, муніципальні та урядові служби      | Освіта, правозахист, муніципальні та урядові служби      |                                                          | 11,9%                                                    | 11,9%                                                    |
| Роздрібна торгівля та послуги                            | Роздрібна торгівля та послуги                            |                                                          | 32,2%                                                    | 32,2%                                                    |
| Гуртова торгівля, транспорт та обладнання                | Гуртова торгівля, транспорт та обладнання                |                                                          | 18,6%                                                    | 18,6%                                                    |
| Природні ресурси, сільське господарство                  | Природні ресурси, сільське господарство                  |                                                          | 11,9%                                                    | 11,9%                                                    |
| Виробництво                                              | Виробництво                                              |                                                          | 3,4%                                                     | 3,4%                                                     |

## Клімат
Середня річна температура становить 3,1°C, середня максимальна – 19°C, а середня мінімальна – -14,5°C. Середня річна кількість опадів – 1 213 мм.
| Клімат поселення                              | Клімат поселення | Клімат поселення | Клімат поселення | Клімат поселення | Клімат поселення | Клімат поселення | Клімат поселення | Клімат поселення | Клімат поселення | Клімат поселення | Клімат поселення | Клімат поселення | Клімат поселення |
| Показник                                      | Січ.             | Лют.             | Бер.             | Квіт.            | Трав.            | Черв.            | Лип.             | Серп.            | Вер.             | Жовт.            | Лист.            | Груд.            |                  |
| Середній максимум, °C                         | −3,68            | −4,08            | 0,17             | 5,50             | 11,15            | 16,68            | 18,97            | 18,78            | 13,75            | 8,45             | 3,02             | −2,15            |                  |
| Середня температура, °C                       | −8,92            | −9,32            | −5,06            | 0,28             | 5,92             | 11,46            | 16,00            | 15,82            | 10,78            | 5,47             | 0,03             | −5,12            |                  |
| Середній мінімум, °C                          | −14,13           | −14,54           | −10,28           | −4,95            | 0,70             | 6,24             | 13,02            | 12,84            | 7,80             | 2,50             | −2,94            | −8,1             |                  |
| Норма опадів, мм                              | 100              | 80               | 75               | 74               | 93               | 97               | 104              | 122              | 122              | 119              | 118              | 109              |                  |
| Середньомісячна швидкість вітру, м/с          | 4.28             | 4.06             | 4.19             | 4.00             | 3.64             | 3.41             | 3.20             | 3.20             | 3.44             | 3.60             | 3.90             | 4.10             |                  |
| Середньомісячна сонячна радіація, кДж/м²·день | 3583             | 6595             | 10865            | 14472            | 17553            | 19077            | 18505            | 15648            | 11498            | 6885             | 3730             | 2676             |                  |
| --------------------------------------------- | ---------------- | ---------------- | ---------------- | ---------------- | ---------------- | ---------------- | ---------------- | ---------------- | ---------------- | ---------------- | ---------------- | ---------------- | ---------------- |
| Джерело:                                      |                  |                  |                  |                  |                  |                  |                  |                  |                  |                  |                  |                  |                  |